# Alexandar Teodorow-Balan

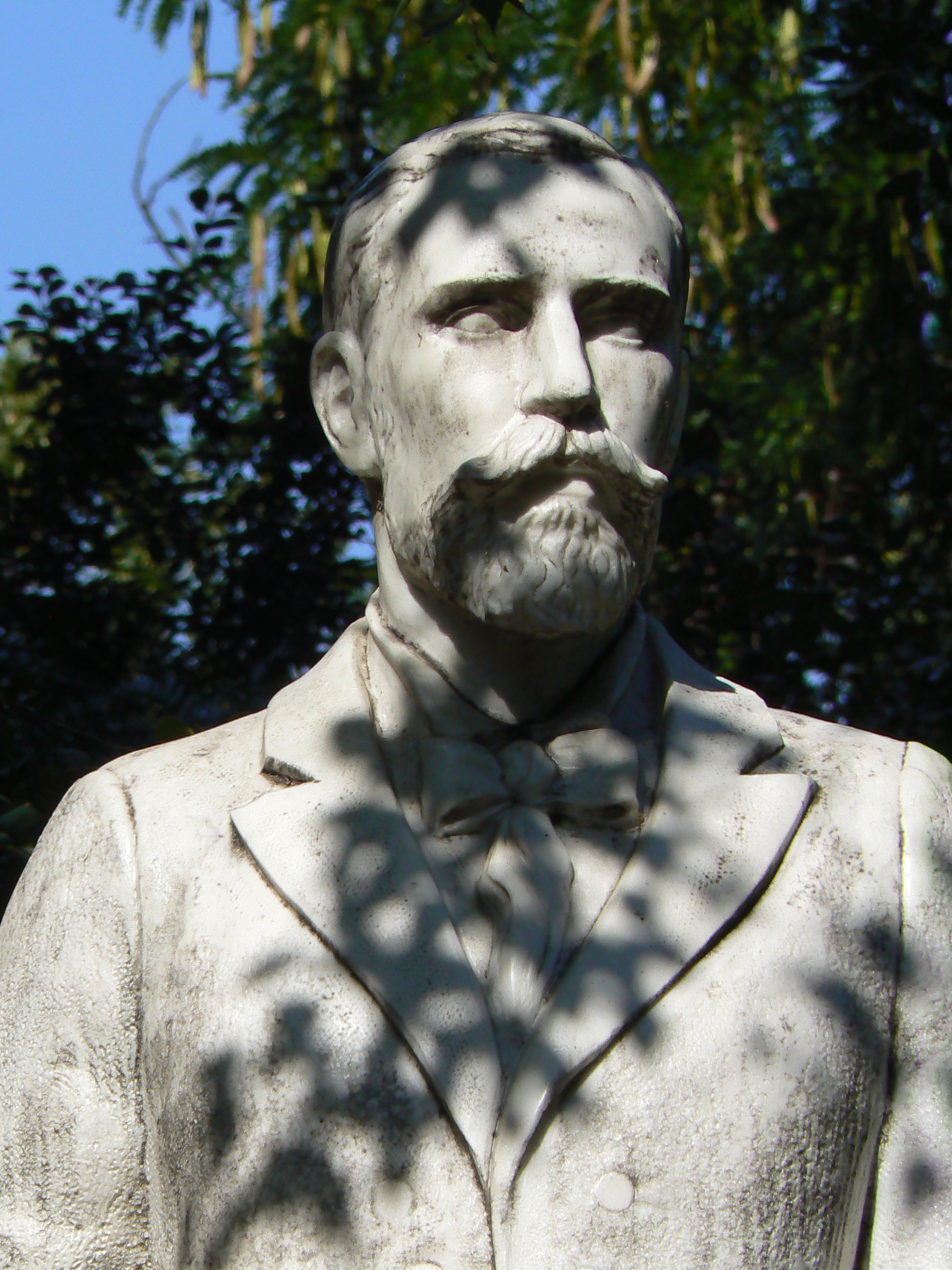
Statue Teodorow-Balans in Sofia

Alexandar Stojanow Teodorow-Balan (bulgarisch Александър Стоянов Теодоров-Балан; * 15. Oktober 1859 in Kubej; † 12. Februar 1959 in Sofia) war ein bulgarischer Philologe, Literaturhistoriker und Bibliograph.

## Leben
Teodorow-Balan studierte Slawistik in Leipzig und Prag. Ab 1893 war er als Professor und erster Rektor der Hochschule Sofia tätig. Er war Mitglied der bulgarischen Akademie der Wissenschaften.
Teodorow-Balan verfasste mehr als 900 wissenschaftliche Arbeiten zu sprach- bzw. literaturwissenschaftlichen Themen und bibliographischen Fragen. Er wurde mit dem Dimitrow-Preis ausgezeichnet. Seit 2009 ist er Namensgeber für den Balan Ridge, einen Gebirgskamm auf der Alexander-I.-Insel in der Antarktis.

## Werke (Auswahl)
- Bulgarische Literatur, 1896
- Bulgarische Bibliographie über hundert Jahre, 1909
- Die Bulgaren im südwestlichen Morawagebiet im Jahre 1858 nach J. v. Hahn, Sofia 1917
- Bulgarische Grammatik, 1930
- Neue Bulgarische Grammatik, 1940
- Bulgarische Grammatik für jedermann, 1954–1961